# Куличиха (Алтайский край)
Куличиха — упразднённый посёлок в Ребрихинском районе Алтайского края. Входил в состав Яснополянского сельсовета. Исключен из учётных данных в 1982 году.

## География
Располагался в верховье реки Куличиха, приблизительно в 3 километрах (по прямой) к северо-востоку от села Ясная Поляна.

## История
Основан в 1922 г. В 1928 году состоял из 29 хозяйств. В административном отношении входил в состав Никольского сельсовета Ребрихинского района Барнаульского округа Сибирского края.
Решением Алтайского краевого исполнительного комитета от 13.09.1982 года № 355 посёлок исключен из учётных данных.

## Население
По данным переписи 1926 года в посёлке проживало 156 человек (71 мужчина и 85 женщин), основное население — русские.